# Doły (Pokrzywnica)
Doły – część wsi Pokrzywnica położona w województwie świętokrzyskim, w powiecie starachowickim, w gminie Pawłów
W latach 1975–1998 miejscowość administracyjnie należała do województwa kieleckiego.
Wierni Kościoła rzymskokatolickiego należą do parafii św. Jana Chrzciciela w Pawłowie.